# Hugo Ortiz Garcés
 Hugo Ortiz Garcés (n. Guayaquil, 5 de agosto de 1920 - m. Destacamento Río Santiago, Ecuador, 2 de agosto de 1941) fue un joven militar ecuatoriano caído en combate contra fuerzas militares peruanas y declarado posteriormente Héroe nacional del Ecuador.

## Educación militar
Por vocación temprana y quizá influenciado por su cuñado el Teniente Carlos Cuvi Cevallos decidió abrazar la carrera militar. En 1935, a los 16 años, ingresa a la Escuela Superior Militar Eloy Alfaro, donde cursó los últimos tres años de instrucción secundaria y recibió preparación militar, logró el más alto rango para cadetes, el de Brigadier Mayor y Primera Antigüedad en la especialización de Caballería, en aquellos años al terminar el bachillerato en el establecimiento militar los jóvenes recibían el despacho de Subteniente.

## Servicio como oficial
En 1938 su primer destino como oficial fue el Grupo de Caballería No.4 Febres-Cordero con asiento en Cuenca donde sirvió pocos años. En junio de 1941 fue asignado como comandante del Destacamento del Río Santiago conformada por 10 hombres en la zona amazónica en disputa con Perú, este destacamento era parte del Batallón de Infantería Oriental Número 13 "Ecuador".

## Guerra peruano-ecuatoriana de 1941
El 23 de julio de 1941 y luego de diversos choques fronterizos, las fuerzas militares peruanas lanzaron una ofensiva militar contra la provincia costera de El Oro donde gracias a su superioridad numérica y material derrotaron a las fuerzas ecuatorianas de la zona, tras mediación internacional se acordó un cese al fuego para el 31 de julio a las 6 de la tarde.
A pesar del mencionado cese al fuego las tropas peruanas en la amazonía atacaron las guardiciones ecuatorianas sobre el río Yaupi y Santiago el 1 y el 2 de agosto de 1941.

## Combates de Yaupi-Santiago y muerte de Hugo Ortiz
En la confluencia de los ríos Yaupi y Santiago Ecuador estableció dos pequeñas guarniciones, una situada sobre el Río Santiago y otra sobre el Río Yaupi, separadas por una distancia de alrededor de 2 km una de otra, se caracterizaban por estar aislada en medio de la selva sin poblaciones cercanas, teniendo que ser abastecidas a lomo de mula en viajes de varias semanas.
El 1 de agosto de 1941 unidades peruanas atacaron y tomaron el destacamento del Río Yaupi, el Subteniente Ortiz supo que su destacamento sería el próximo en ser atacado y envió a su superior un último parte.
Texto del Parte del Subteniente Hugo Ortiz con fecha 1 de agosto de 1941

"Señor Teniente Coronel
Primer Comandante del Batallón No. 13 "Ecuador"
TORRES YANDUN KEVIN VACAS .
El día de hoy, a las seis horas, cinco minutos de la mañana, se oyó en este Destacamento fuego intenso de ametralladoras y fusilería provenientes de Yaupi, lo cual significa que estaban combatiendo. Inmediatamente dispuse que el soldado José Santos Quiñónez, pasara al río Santiago, en la canoa del Destacamento, y fuera por la pica nueva, con dirección a Yaupi, a informarse de la situación. Asimismo, dispuse que el Cabo Primero Julio Jaramillo, con el soldado Molina, se quedaran cuidando el Destacamento, mientras el suscrito con el Cabo Herrera Suárez y los tres restantes soldados, avanzaba en dirección a Yaupi, por la ribera derecha del Santiago.
El fuego duró hasta las seis y cuarenta y cinco minutos de la mañana, después silenció completamente. Avancé hasta el lugar donde el río Santiago se divide en dos brazos, alcanzando a ver a más de 300 metros de distancia y en la orilla izquierda, tropa que no podía se identificada, alcanzando a contar hasta nueve individuos. Supuse que debían ser peruanos, por la observación de las dos canoas que estaban en dicha orilla.
Sin saber ciertamente cuál era la situación y cuál había sido el motivo de la cesación del fuego, y además por la distancia a la cual se encontraba el enemigo, decidí permanecer en actitud de observación. Después de 15 minutos se pudo distinguir que se embarcaban lentamente por la orilla izquierda del río. Resolví entonces continuar avanzando por la orilla derecha del río, con el objeto de llegar resueltamente al Destacamento de Yaupi. Habiendo llegado a la ribera derecha del brazo izquierdo del río, ocupamos lugares adecuados para la observación. La distancia a la cual se encontraba el Destacamento de Yaupi, de nuestra posición, era más o menos de 300 metros. Se observó que en el Destacamento de Yaupi todo estaba calmado y que dos individuos se encontraban en el Puerto. Y que subieron hacia las casas transportando algo. Continuando con la observación, aparecieron soldados, seguramente peruanos, por el uniforme, por los alrededores de las casas, pudiendo contar hasta quince (solo los que fueron vistos). Por todo lo observado, me di cuenta que el Destacamento de Yaupi había sido tomado por los peruanos. Pensé que hubiera sido infructuosa cualquier acción de fuego contra el Destacamento por lo siguiente:
1. No sabía ciertamente cuál era la situación por la que atravesaba el Destacamento.
2. La fuerza disponible era de un oficial y cuatro fusileros.
3. Había que regresar al Destacamento a mi mando.
A las 12 y 15 p.m., hora hasta la cual permanecimos observando, iniciamos el regreso al Destacamento de mi mando, habiendo en el mismo las siguientes novedades:
- El soldado José Santos Quiñónez había regresado al encontrarse en el camino con el Cabo Segundo Francisco Ballesteros, que venía del Destacamento de Yaupi. No le había informado que dicho Destacamento fue tomado por las tropas peruanas.
- El mismo Cabo Ballesteros había seguido viaje a Méndez antes de que yo llegara.
- El soldado Juan de la Rosa, del Destacamento de Yaupi, se encontraba también presente, manifestando que había logrado retirarse a tiempo.
Después de 15 minutos que hube llegado, aparecieron en la ribera izquierda del río Santiago, dos soldados ecuatorianos, que al ser trasladados a este lugar, resultaron ser los soldados García y Preciado, también del Destacamento de Yaupi. Por informaciones de los tres soldados antes citados, tuve conocimiento de lo siguiente: fueron atacados a las seis horas, cinco minutos, de la mañana, por tropas peruanas en número mayor de 100 hombres, empleando por lo menos 8 ametralladoras. El ataque fue seguramente bien preparado. El fuego había sido intenso.
Se resistieron hasta cuando el enemigo hubo asaltado el Destacamento. El soldado Juan de la Rosa vio caer al soldado Tipatuña y Cisneros, ignorando si habrán sido heridos o muertos. Con respecto a la suerte del resto del personal, inclusive el Subteniente Vásconez, dicen los soldados de Yaupi ignorarlo absolutamente.
El personal que existe actualmente en este Destacamento, es el de: un oficial y 10 de tropa, inclusive el soldado J. de la Rosa, que irá en comisión el día de mañana, llevando este oficio hasta el Destacamento La Unión. El armamento del Destacamento está constituido por un F.A., ZB, de cuyo estado de funcionamiento es aventurado asegurar que esté bueno por la falta de lubricación. Fusiles Mauser en buen estado, 12, fusiles Mauser-Manglicher 2, en mal estado. Municiones no alcanzan a 2.000 cartuchos.
Debo hacer conocer al Comando que la nueva situación ha nulitado el tráfico del correo por Macas a Yaupi-Santiago. Pido que este Destacamento sea reforzado cuanto antes, ya que está expuesto a correr la misma suerte que la del Destacamento de Yaupi.
Sin embargo, su Comandante y todo el personal del Destacamento de Santiago, resistirán hasta el último instante, sean cuales fueren las circunstancias, cualquier acción del enemigo, así fuera con la vida. Solicito al mismo tiempo, órdenes e instrucciones con referencia a la presente situación y a futuras consecuencias.
Honor y Patria
El Comandante del Destacamento
(f) Hugo Ortiz G.
Subteniente de Caballería"

.
En la mañana del día 2 de agosto de 1941 el destacamento del Río Santiago fue atacado por fuerzas peruanas, luego de resistir la guarnición fue rodeada e incendiada, un oficial peruano conminó rendición al subteniente Ortiz, quien se negó y murió combatiendo.
Sobre esta acción el teniente coronel Ángel Duarte, comandante del Batallón No-13 Ecuador reportó:

"El día 2 de agosto y el 3 del mismo mes, sucedió lo previsto, pues los peruanos en número de 300 más o menos y comandados por seis oficiales y guiados por jíbaros traicioneros a nuestra causa y por los espías que fueron devueltos, atacaron sucesivamente los pequeños  destacamentos de Yaupi y Santiago y solamente después de una tenaz resistencia y agotados todos los medios de defensa, fueron vencidos dichos destacamentos y ocupados por los peruanos, los que en su atrevida invasión dejaron un saldo de oficiales, de tropa y algunos jíbaros muertos"… "De mi parte acusé la muerte del señor Subteniente Hugo Ortiz Garcés y de seis de tropa, habiendo caído prisionero el Subteniente Alberto Vinueza y tres de tropa"…
"Aclaro que el señor Subteniente Ortiz era Jefe del Destacamento en Santiago, y además que no se registró el caso de ningún desaparecido"… "Debo consignar la valerosa actitud del señor Subteniente Ortiz, quien en medio del fragor del ataque, alcanzó a mandar a este Comando el Parte respectivo, con la celeridad del caso, a la plaza Méndez, para luego caer heroicamente acribillado por las balas invasoras…"

## Homenajes póstumos
- Poco después del combate las fuerzas peruanas enterraron con honores militares al Teniente Hugo Ortiz amortajado en la bandera del destacamento.

- Mediante Decreto Ejecutivo n.º 113 el presidente de la República ascendió póstumamente a Hugo Ortiz al rango de Teniente.

- Mediante Decreto n.º 1572 se le concedió la condecoración "Estrella Abdón Calderón Primera Clase".

- Por Orden General del 29 de octubre del 1941 se denomina al destacamento fronterizo del Río Santiago "Puesto Militar Teniente Ortiz".

- En entre septiembre y octubre de 1943 los restos de Hugo Ortiz Garcés y sus hombres son exhumados y transportados a Quito donde son depositados con honores militares en el templete de los héroes de la Escuela Superior Militar Eloy Alfaro.

- En la ciudad de Cuenca, el Mayor Julio Orellana Barriga, Primer Comandante del Grupo de Caballería "Teniente Ortiz", inauguró el 24 de febrero de 1959 un busto en memoria del héroe.

- En la ciudad de Quito el 26 de febrero de 1960 se inauguró un monumento en las calles Mariana de Jesús y América.

- El 6 de abril de 1992 se inauguró el Colegio Militar Teniente Hugo Ortiz en la ciudad de Guayaquil.